# Provst
En provst er den øverste ansvarlige embedsmand inden for et provsti. Provsten vil normalt tillige være sognepræst i et af provstiets sogne.
| Religion | Spire Denne religionsartikel er en spire som bør udbygges. Du er velkommen til at hjælpe Wikipedia ved at udvide den. |